# Sergiusz (Griszyn)
Sergiusz, imię świeckie Aleksiej Nikołajewicz Griszyn (ur. 31 stycznia?/12 lutego 1899 w Szemozierze, zm. 14 października 1943 w Moskwie) – rosyjski biskup prawosławny.

## Życiorys
Urodził się w rodzinie chłopskiej. We wczesnej młodości stracił ojca. Ukończył seminarium duchowne w Pietrozawodsku. Następnie, jako wyróżniający się uczeń, otrzymał stypendium na naukę w Petersburskiej Akademii Duchownej. Na trzecim roku studiów teologicznych złożył w Ławrze św. Aleksandra Newskiego wieczyste śluby mnisze, przyjmując imię Sergiusz. 6 maja 1914 został wyświęcony na hieromnicha, zaś w roku następnym, po uzyskaniu dyplomu Akademii, został skierowany na front I wojny światowej jako kapelan pułkowy.
Funkcję kapelana sprawował do 1917, w którym został wyznaczony na przełożonego monasteru Narodzenia Matki Bożej i św. Pafnucego w Borowsku i podniesiony do godności ihumena. Zadanie kierownika wspólnoty monastycznej pełnił do 1925. Dwa lata później, 23 kwietnia 1927 w soborze Objawienia Pańskiego w Moskwie, miała miejsce jego chirotonia na biskupa sierpuchowskiego, wikariusza eparchii moskiewskiej. Należał od tej pory do najbliższych współpracowników locum tenens Patriarchatu Moskiewskiego metropolity Sergiusza, którego poznał, jako wykładowcę, jeszcze w czasie studiów w Akademii.
3 kwietnia 1928 wyznaczony na biskupa ołonieckiego i pietrozawodskiego, jednak już po miesiącu został przeniesiony do eparchii połtawskiej. W 1932 przeniesiony ponownie do eparchii kijowskiej. Po dwóch latach sprawowania urzędu został przeniesiony ponownie, obejmując tym samym katedrę charkowską. Od października 1934 do lutego 1935 był biskupem wyszhorodzkim.
W 1935 objął zarząd eparchii włodzimierskiej i suzdalskiej. W roku następnym został aresztowany razem z grupą innych duchownych i uwięziony w łagrze w obwodzie pskowskim. Uwolniony po zmianie polityki władz stalinowskich wobec Rosyjskiego Kościoła Prawosławnego, otrzymał tytuł biskupa możajskiego, wikariusza eparchii moskiewskiej. Razem z metropolitą Sergiuszem został jednak ewakuowany z Moskwy do Uljanowska. W 1942 skierowano go natomiast do eparchii gorkowskiej z tytułem arcybiskupa gorkowskiego i arzamaskiego. W momencie obejmowania przez niego obowiązków struktury eparchii były niemal całkowicie zniszczone przez prześladowania okresu wielkiego terroru, w samym mieście Gorki działała jedna cerkiew. Arcybiskup Sergiusz zaangażował się w zbiórkę pieniędzy na potrzeby wojskowe, apelując do wiernych o przekazywanie ofiar na rzecz Armii Czerwonej.
W 1943 przybył do Moskwy na Sobór Biskupów Rosyjskiego Kościoła Prawosławnego, w czasie którego nagle zachorował na zapalenie płuc i zmarł. 16 października w cerkwi św. Mikołaja w Moskwie-Chamownikach odbyła się ceremonia pogrzebowa.